# Carl Ackermann
Carl Gustav Ackermann, auch Carl G. Ackermann (* 1790 in Niederplanitz; † 28. März 1859 in Buchholz) war ein deutscher Verleger.
Ackermann kaufte die 1854 gegründete Obererzgebirgische Zeitung, das „Heimatblatt für alle Volkskreise im obererzgebirgischen Grenzgebiet; General-Anzeiger für das gesamte Obererzgebirge“, am 17. September 1858 von Karl Lindner. Die Obererzgebirgische Zeitung war eine der bedeutendsten Zeitungen des Erzgebirges und erschien bis 1945. Ihre Wurzeln reichen bis 1806 zurück.